# Lyckeby
Lyckeby är en del av tätorten Karlskrona och före detta tätort i Karlskrona kommun, sedan 1970 sammanvuxen med Karlskrona. Samhället är beläget vid mynningen av Lyckebyån. Lyckeby hade tidigare stadsprivilegier och gick då under namnet Lyckå. Senare gav det namn åt Lyckeby landskommun, som införlivades i Karlskrona stad 1967.

## Historia
Lyckeby ligger på platsen för den medeltida staden Lyckå, som förlorade sina stadsprivilegier 1600. Ovanför staden låg det vattenfall, som hindrade fortsatt seglation upp i Lyckebyån, och det har sedan länge utnyttjats för kvarndrift. Abraham Hülphers berättar från sin resa genom Blekinge att kronokvarnarna i Lyckeby huvudsakligen försåg Karlskrona med mjöl. År 1825 sägs kvarnarna i Lyckeby mala all Kronans spannmål för flottans behov. Vidare saknade Karlskrona tillgång till dricksvatten varför fartyg seglade upp till Lyckeby för att ta vatten i ån. Ännu så sent som 1902 seglades vatten från Lyckebyån till Karlskrona för stadens behov. Under den kalla vintern 1808 tvingades man köra vattnet landvägen efter att ha sågat upp isen i Lyckebyån som inga fartyg kunde ta sig fram. Båtsmans- och roddarlaget i Karlskrona hade enligt en kungörelse av 1793 ensamrätt på att ombersörja trafiken mellan Lyckeby och Karlskrona. År 1841 sattes en ångbåt, Lyckeby No 1 in på turen, följd av en rad ångbåtar. Från 1850 och under något decennium framöver gick även vevslupar bemannade av dalkullor i trafik mellan Lyckeby och Karlskrona.
AB Gerhard Andersson grundade 1918 en galvaniseringsfabrik och pressverk här. Kvarnarna ersattes senare av ett vattenkraftverk och Karlskrona lät uppföra sitt vattenkraftverk här.

## Sevärdheter
Sevärdheter i Lyckeby är bland annat den ståtliga stenbron som korsar Lyckebyån samt ruinen efter Lyckå slott som försvarade den medeltida staden och var säte för hövitsmannen över Lyckå län. Vid bron ligger den gamla kronokvarnen, som ingår i världsarvet Örlogsstaden Karlskrona, vilken malde mjöl till flottan, samt Lyckeby källa med ett karaktäristiskt pumphus från 1700-talet.

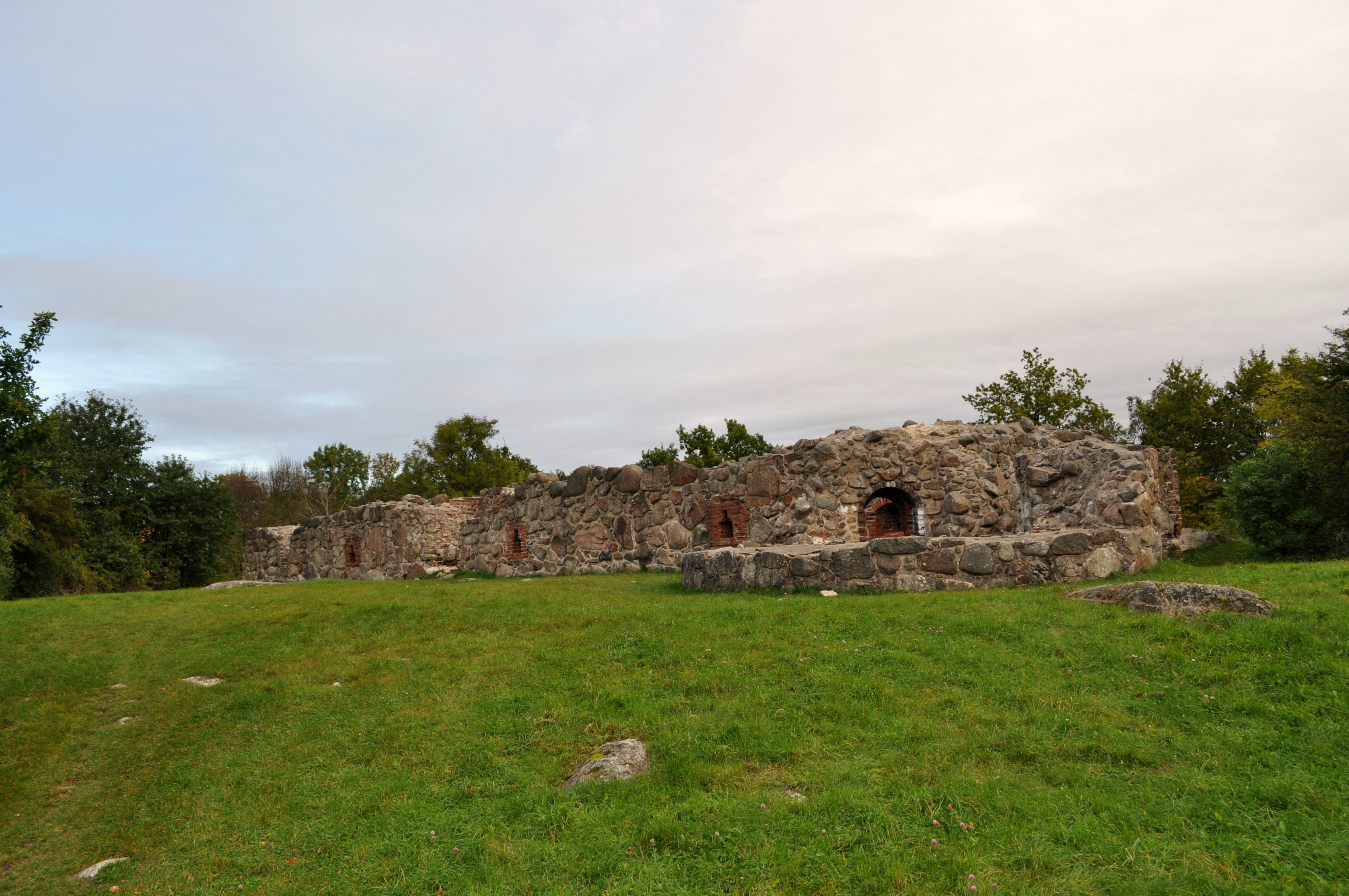
Lyckå slottsruin
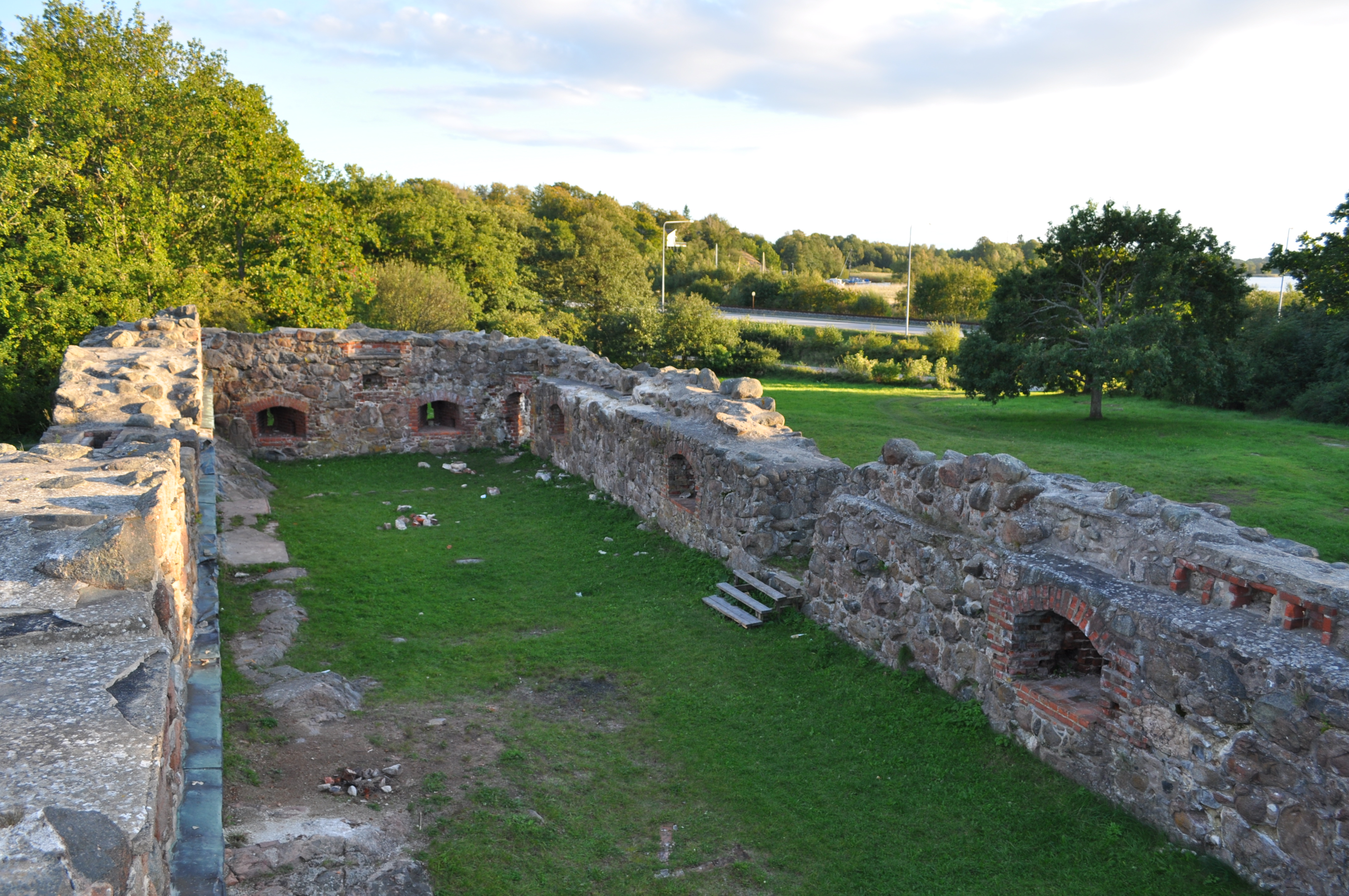
Lyckå slottsruin invändigt.
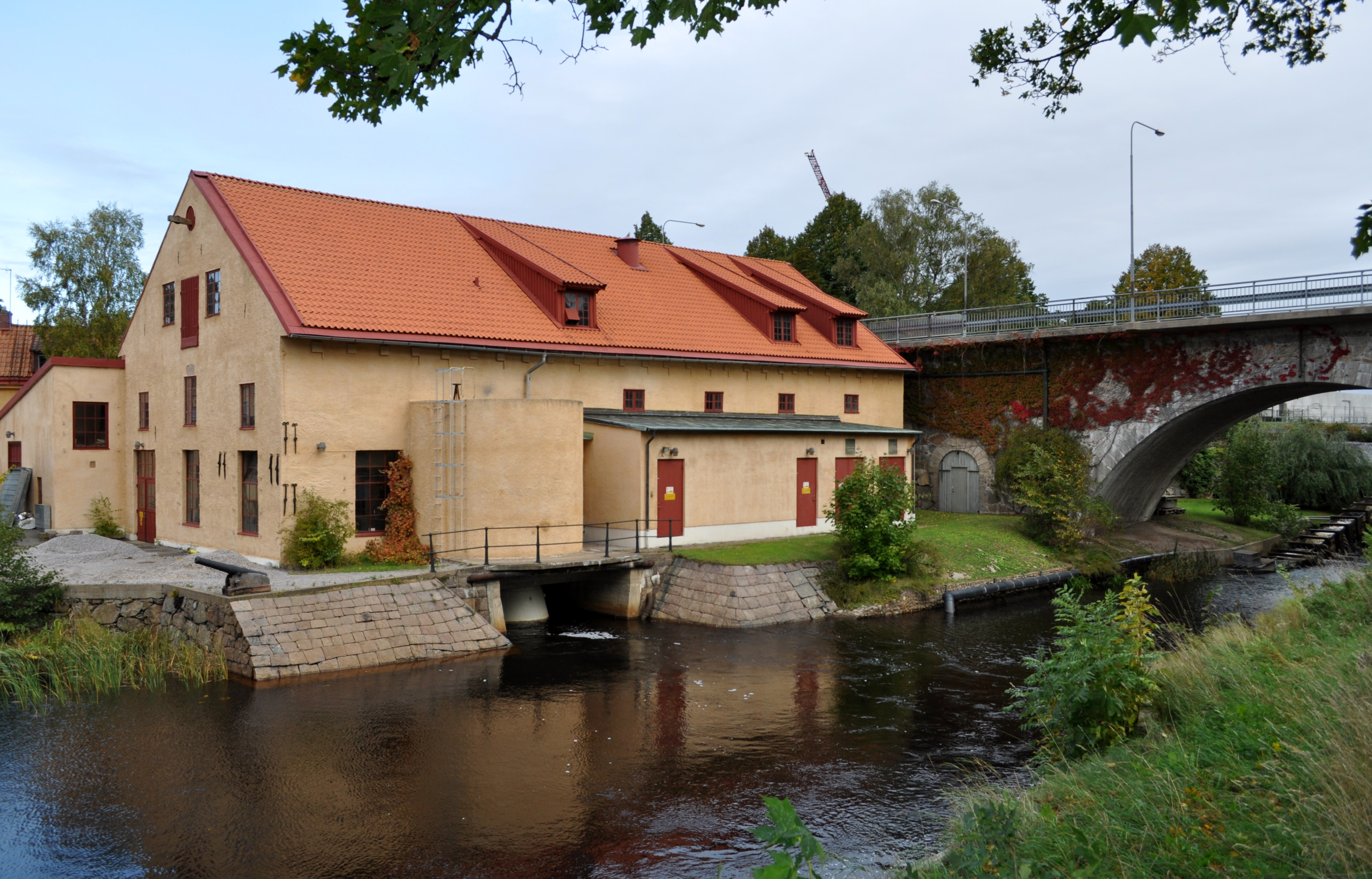
Kronokvarnen
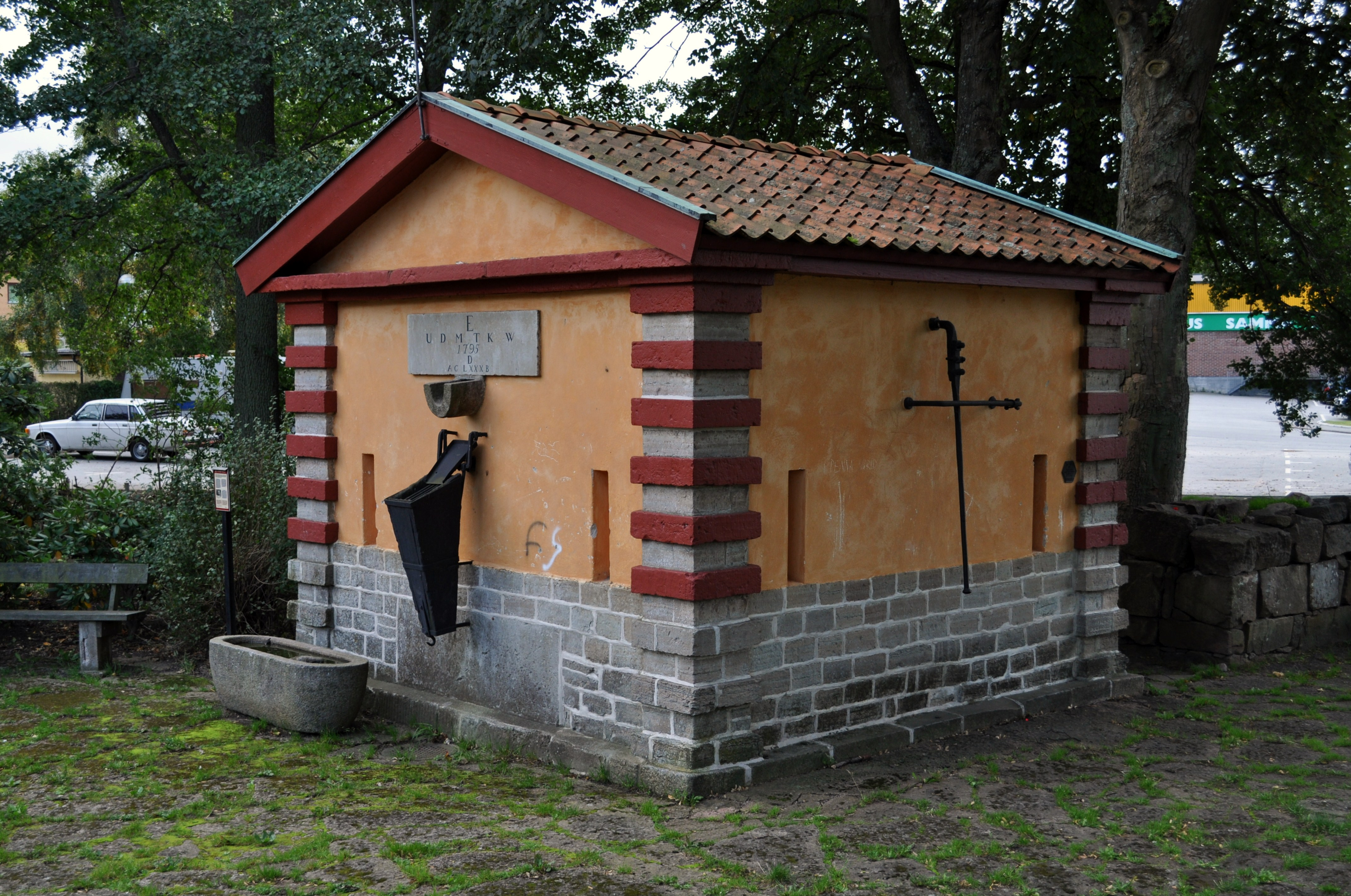
Lyckeby källa

### Befolkningsutveckling
| Befolkningsutvecklingen i Lyckeby 1950–1965                                              | Befolkningsutvecklingen i Lyckeby 1950–1965 | Befolkningsutvecklingen i Lyckeby 1950–1965 | Befolkningsutvecklingen i Lyckeby 1950–1965 | Befolkningsutvecklingen i Lyckeby 1950–1965 |
| ---------------------------------------------------------------------------------------- | ------------------------------------------- | ------------------------------------------- | ------------------------------------------- | ------------------------------------------- |
|                                                                                          |                                             |                                             |                                             |                                             |
| År                                                                                       |                                             |                                             | Folkmängd                                   | Areal (ha)                                  |
| 1950                                                                                     | 1950                                        |                                             | 2 205                                       | ##                                          |
| 1960                                                                                     | 1960                                        |                                             | 2 348                                       | 133                                         |
| 1965                                                                                     | 1965                                        |                                             | 3 423                                       | 157                                         |
| Anm.: Sammanvuxen med Karlskrona 1970. ## Som tätort/befolkningsagglomeration 1920–1950. |                                             |                                             |                                             |                                             |

## Lyckebys geografi
Lyckeby består av:
- Lyckeby väster om ån
  - Vedeby
  - Lyckå-området
  - AWA-vägen
  - Carlandrabacken
  - Kvarnhöjden
  - Sörmans väg
- Lyckeby öster om ån				
  - Norra Torp, Bellevue
  - Östra Torp
  - Kronotorp
  - Södra Beseboda
  - Torp, söder G:a Riksvägen
  - Köpingegårdsområdet

Postorten Lyckeby omfattar följande områden:
- Ringö
- Verkö
- Spandelstorp
- Knösö

## Näringsliv
Sedan 1960-talet har ett stort antal villaområden vuxit fram i och i nära anslutning till Lyckeby, vilket resulterat i en kraftig befolkningstillväxt. I dag är Lyckeby framför allt ett handelscentrum med stora köpcentra strax utanför den gamla bykärnan, vilka till stor del konkurrerat ut detaljhandeln i bykärnan. Köpcentrumen heter Amiralen och Slottsbacken och innehåller butiker som ICA Maxi och Willys.

## Skolor
Låg- och mellanstadieskolor i Lyckebyområdet är Östra Torpskolan, Verköskolan och Spandelstorpskolan. Det som tidigare hette Vedebyskolan heter numera Lyckeby kunskapcentrum och täcker från förskoleklass till årskurs 9.

### Sport
Lyckeby har en lång historia inom bordtennis med klubben Lyckeby BTK, men har också mycket verksamhet inom ridsport och fotboll (Lyckeby GoIF).
I utkanten av Lyckeby finns även Lyckå ridklubb.